# Tutajev
Tutajev (rusky Тута́ев) je město v Jaroslavské oblasti Ruské federace. Leží na obou březích řeky Volhy zhruba 40 kilometrů na severozápad od Jaroslavle, přičemž zde není most a z jednoho břehu na druhý se tedy lze dostat pouze trajektem, nebo objížďkou přes Jaroslavl na jihu nebo Rybinsk na severu.
V roce 2010 žilo v Tutajevu zhruba 41 tisíc obyvatel.

## Dějiny
Původně se jednalo o dvě města na protilehlých březích Volhy, Romanov (Рома́нов) a Borisoglebsk (Борисогле́бск) pojmenovaný po svatých Borisi a Glebovi. V roce 1822 byla města spojena do jednoho nazvaného Romanov-Borisoglebsk a to bylo v roce 1918 přejmenováno na Tutajev na paměť rudoarmějce Ilji Tutajeva.